# Mr. Brownstone
Mr. Brownstone – utwór zespołu Guns N’ Roses, który ukazał się na płycie Appetite for Destruction w 1987 roku.
Autorami utworu są Slash wraz z Izzym Stradlinem, kiedy byli w apartamencie jego dziewczyny – Desi. Mr. Brownstone był pierwszym singlem Guns N’ Roses wydanym w Wielkiej Brytanii. Tekst wpadł im do głowy, gdy siedzieli wśród nałogowców heroiny (Brownstone jest typowo slangowym określeniem dla heroiny). Zapisany tekst na odwrocie torby ze sklepu zanieśli Axlowi.
Utwór ten był koncertowym hitem Guns N’ Roses, chociaż nigdy nie ukazał się jako międzynarodowy singiel; w formie singlowej, opublikowany był jedynie w Wielkiej Brytanii, jako strona B piosenki It’s So Easy. „Mr. Brownstone” wykonywany jest także na koncertach Velvet Revolver.  